# Comuna Mejîrici, Kaniv
Mejîrici (în ucraineană Межиріч) este o comună în raionul Kaniv, regiunea Cerkasî, Ucraina, formată din satele Babîci, Luka și Mejîrici (reședința).

## Demografie
Componența lingvistică a comunei Mejîrici
     Ucraineană (98,24%)
     Rusă (1,69%)
Conform recensământului din 2001, majoritatea populației comunei Mejîrici era vorbitoare de ucraineană (98,24%), existând în minoritate și vorbitori de rusă (1,69%).